# Sean Avery
Sean Avery (Pickering, Ontario, 10. svibnja 1980.) kanadski je profesionalni hokejaš na ledu. Lijevoruki je napadač i igra na poziciji lijevog krila. Trenutačno nastupa za New York Rangers u National Hockey League (NHL). Avery, iako je jedan od opasnijih krilnih napadača, zbog svoje reputacije "zločestog dečka" jedan je od najomraženijih igrača u NHL-u. 

## National Hockey League

### Detroit Red Wings (1999. – 2003.)
Profesionalnu karijeru započeo je filijali Red Wingsa iz American Hockey League (AHL) Cincinnatiju. U National Hockey League (NHL) debitirao je za sezone 2001./02. Svoj prvi NHL gol zabio je Pittsburghu početkom ožujka 2002. godine. Sezonu 2002./03. proveo je između NHL-a (Detroit) i AHL-a (Grand Rapids Griffins), nakon čega je u tradeu za Mathieu Schneidera mijenjan u Los Angeles Kings.

### Los Angeles Kings (2003. – 2007.)
Avery je od dolaska u Kingse bio odlučan u želji za dokazivanjem, zbog čega je u sezoni 2003./04. bio najkažnjavaniji igrač lige (261). Sezona 2005./06. bila mu je najuspješnija u karijeri; postavio učinke karijere u golovima (15), asistencijama (24), bodovima (39) te ponovo predvodio ligu u kaznenim minutama. U posljednjoj sezoni za Kingse (2006./07.)  nastupio je u 55 utakmica, nakon čega je mijenjan New York Rangerse. Zajedno s njim otišao je John Seymour, dok su u zamjenu stigli Jason Ward, Marc-Andrew Cliché i Jan Marek.

### New York Rangers (2007. – 2008.)
Kroz dvije sezone provedene u New Yorku, Avery je dao veliki napadački obol Rangersima, ali dobio je i etiketu "zločestog dečka" NHL-a. Za sezone 2007./08. njegov talent došao je do izražaja nakon što se oporavio od ozljede, u samo 57 utakmica osvojio 33 boda i odveo Rangerse u play-off. U dresu momčadi s Manhattana odigrao je 86 utakmica, s učinkom od 23 gola i 30 asistencija. 

### Dallas Stars (2008.)
Avery je u ljeto 2008. potpisao ugovor s Dallasom na četiri godine vrijedan 15 milijuna dolara. Sredinom listopada 2008. Starsi u Newarku s ogromnih 5:0 poraženi od NY Devilsa. Dvoboj se pratio pod povećalom Averyja, s kojim je Brodeur vukao "repove" još iz prošle sezone, zbog spomenutog incidenta.
2. prosinca 2008. Dallas je slavio na gostujućem terenu u Calgaryu, ali glavna priča dogodila se prije utakmice. Avery je u izjavi nekoliko sati prije utakmice uvrijedio braniča Calgaryja Diona Phaneufa i njegovu djevojku, glumicu, Elishu Cuthbert, koja je prije izlazila s Averyem. Dallas Starsi suspendirali su ga zbog nedoličnog ponašanja i njegovi dani u Dallasu bili su odbrojani. Također je bio suspendiran od strane lige i bilo je pitanje da li će više ikada igrati u NHL-u. Nedugo prije kraja roka za zamjene igrača u NHL-u, Avery je postao ponovno član NY Rangersa. Rangersi su odlučili dati mu drugu šansu, a to su učinili u predvečerje trade deadlinea, u čijim je redovima Avery bio pružio svoje najbolje igre. Prije toga, za Starse odradio je bio tek 23 dvoboja i ostvario 10 bodova.

### New York Rangers (2009.- danas)
Avery se na pravi način zahvalio Rangersima, kada se vratio odličnim igrama i na njegovim krilima svladali Philadelphiju. Za sezone 2009./10. u siječnju NY Rangersi pobijedili su na domaćem terenu njegovu bivšu momčad Dallas Starse 5:2, a važnu ulogu u pobjedi imao je upravo Avery s jednim golom i tri asistencije. Time je ostvario najbolji učinak u karijeri po broju bodova na jednoj utakmici.

## Stil igre

### "Pravilo Seana Averyja"[8]
Za vrijeme sezonske (2007./08.) play-off utakmice između New York Rangersa i New Jersey Devilsa, Avery kao igrač Rangersa izveo je nepododobštinu ispred lica vratara Martina Brodeura. Palicom je ometao Brodeura i ubrzo nakon utakmice NHL uvela dodatak pravilima o nesportskoj igri i sudac zbog tog pravila ima pravo dati kaznu igraču. To je prvi puta da se članak broj 75, Pravilnika NHL lige neslužbeno se zove po igraču, točnije izmjene koje su nastale u njemu. 

## Statistika karijere

### Klupska statistika
| 1996./97.       | Owen Sound Platers      | OHL             | 58  | 10 | 21  | 31  | 86   | 4  | 1 | 0  | 1  | 4  |
| 1997./98.       | Owen Sound Platers      | OHL             | 47  | 13 | 41  | 54  | 105  | 11 | 1 | 11 | 12 | 23 |
| 1998./99.       | Owen Sound Platers      | OHL             | 28  | 22 | 23  | 45  | 70   | —  | — | —  | —  | —  |
| 1998./99.       | Kingston Frontenacs     | OHL             | 33  | 14 | 25  | 39  | 88   | 5  | 1 | 3  | 4  | 13 |
| 1999./00.       | Kingston Frontenacs     | OHL             | 55  | 28 | 56  | 84  | 215  | 5  | 2 | 2  | 4  | 26 |
| 2000./01.       | Cincinnati Mighty Ducks | AHL             | 58  | 8  | 15  | 23  | 304  | 4  | 1 | 0  | 1  | 19 |
| 2001./02.       | Cincinnati Mighty Ducks | AHL             | 36  | 14 | 7   | 21  | 106  | —  | — | —  | —  | —  |
| 2001./02.       | Detroit Red Wings       | NHL             | 36  | 2  | 2   | 4   | 68   | —  | — | —  | —  | —  |
| 2002./03.       | Detroit Red Wings       | NHL             | 39  | 5  | 6   | 11  | 120  | —  | — | —  | —  | —  |
| 2002./03.       | Los Angeles Kings       | NHL             | 12  | 1  | 3   | 4   | 33   | —  | — | —  | —  | —  |
| 2002./03.       | Manchester Monarchs     | AHL             | —   | —  | —   | —   | —    | 3  | 2 | 1  | 3  | 8  |
| 2003./04.       | Los Angeles Kings       | NHL             | 76  | 9  | 19  | 28  | 261  | —  | — | —  | —  | —  |
| 2004./05.       | Pelicans                | SM-L            | 2   | 3  | 0   | 3   | 26   | —  | — | —  | —  | —  |
| 2004./05.       | Motor City Mechanics    | UHL             | 16  | 15 | 11  | 26  | 149  | —  | — | —  | —  | —  |
| 2005./06.       | Los Angeles Kings       | NHL             | 75  | 15 | 24  | 39  | 257  | —  | — | —  | —  | —  |
| 2006./07.       | Los Angeles Kings       | NHL             | 55  | 10 | 18  | 28  | 116  | —  | — | —  | —  | —  |
| 2006./07.       | New York Rangers        | NHL             | 29  | 8  | 12  | 20  | 58   | 10 | 1 | 4  | 5  | 27 |
| 2007./08.       | New York Rangers        | NHL             | 57  | 15 | 18  | 33  | 154  | 8  | 4 | 3  | 7  | 6  |
| 2008./09.       | Dallas Stars            | NHL             | 23  | 3  | 7   | 10  | 77   | —  | — | —  | —  | —  |
| 2008./09.       | Hartford Wolf Pack      | AHL             | 8   | 2  | 1   | 3   | 8    | —  | — | —  | —  | —  |
| 2008./09.       | New York Rangers        | NHL             | 18  | 5  | 7   | 12  | 34   | 6  | 0 | 2  | 2  | 24 |
| Sveukupno - OHL | Sveukupno - OHL         | Sveukupno - OHL | 221 | 87 | 166 | 253 | 564  | 14 | 5 | 4  | 9  | 56 |
| Sveukupno - AHL | Sveukupno - AHL         | Sveukupno - AHL | 117 | 30 | 29  | 59  | 500  | 7  | 3 | 1  | 4  | 27 |
| Sveukupno - NHL | Sveukupno - NHL         | Sveukupno - NHL | 420 | 73 | 116 | 189 | 1178 | 24 | 5 | 9  | 14 | 57 |

## Vanjske poveznice
|  | Zajednički poslužitelj ima stranicu o temi Sean Avery |

- Službena stranica
- Profil na NHL.com
- Profil na The Internet Hockey Database